# Mödershöf
Mödershöf (oder Mödershof) ist ein kleiner Ort in der Marktgemeinde Schweiggers im Bezirk Zwettl in Niederösterreich.
Mödershöf wurde 1499 erstmals unter dem Namen Meteshoff urkundlich erwähnt und liegt auf 660 Metern. Mödershöf besteht aus zwei Häusern. Bis 1970 gehörte Mödershöf zur Gemeinde Jagenbach, dann zur Stadtgemeinde Zwettl und 1972 wurde der Ort nach Schweiggers zugeschlagen. Bekannt ist Mödershöf durch das jährlich stattfindende Thayaquellenfest.